# Acanthomyrmex humilis
Acanthomyrmex humilis (лат.) — вид муравьёв (Formicidae) рода Acanthomyrmex из подсемейства Myrmicinae. Встречаются в Юго-Восточной Азии: Вьетнам.

## Описание
Мелкие муравьи (менее 5 мм) с большеголовыми солдатами (крупными рабочими). Тело солдат красновато-коричневое до темно-красновато-коричневого; усики, ноги, базальная и апикальная часть брюшка светло-коричневые до желтовато-коричневого. Голова солдат при виде анфас округло выпуклая сзади, с незаметной заднемедиальной впадиной; дорсальная и боковые поверхности головы покрыты редкими стоячими волосками; лобная доля развита слабо, лишь частично скрывает усиковую впадину; лобный киль отчетливо выражен; усиковая борозда глубокая и заметная, загнутая назад передне-вентрально, чтобы образуя малозаметную «жгутиковую бороздку» над сложным глазом; срединная часть наличника выдаётся вперёд, со срединным выемкой на переднем крае; срединные и латеральные волоски переднего края наличника короткие и тонкие, или отсутствуют; антенна 12-сегментная с 3-члениковой булавой.
Этот вид включён в группу A. notabilis, определенную Моффетом в 1986 году. Он может быть ошибочно идентифицирован как A. careoscrobis, A. concavus, A. foveolatus или A. mindanao, и он довольно похож на A. minus и A. padanensis. Однако среди известных видов Acanthomyrmex он характеризуется уникальной формой петиоля солдат, рабочи х и эргатоидов, упомянутых в описании: передняя ножка петиоля очень длинная; петиолярный узелок очень низкий, с вершиной очень слабо выемчатой медиально в заднем виде; постнодальная поверхность в боковом виде длинная и полого наклоненная. Дорсум головы с заметной альвеолярной скульптурой. Петиоль без длинных шипиков. Обычные матки не описаны, но обнаружены эргатоидные бескрылые матки. Этот вид гнездится в полостях гниющих веток и древесных фрагментов.

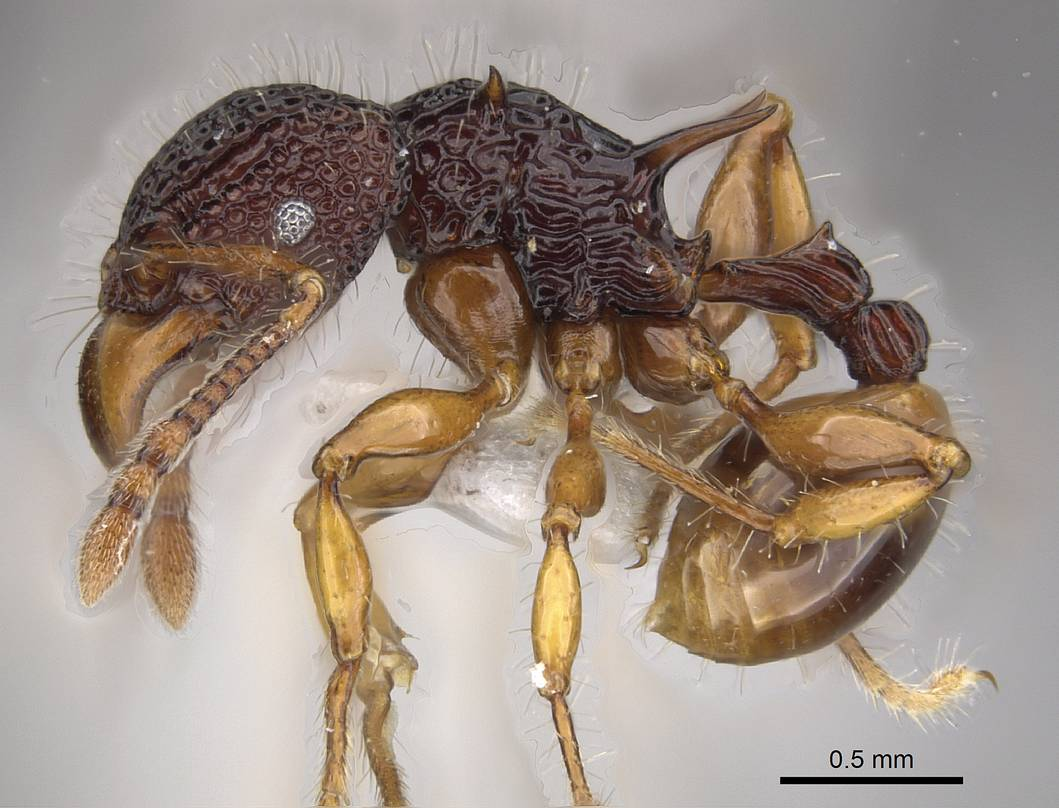
Рабочий